# Habel
Habel est un Hallig se situant dans la mer du Nord appartenant au land allemand Schleswig-Holstein au nord du pays.

## Géographie
L'île a une superficie de 6.69 hectares, sa voisine Gröde est environ 40 fois plus grande qu'elle, et n'a pas de population permanente. De plus, elle se trouve à exactement 3.30 kilomètres des côtes allemandes.